# Копіювата (Черкаський район)
Копіюва́та — село в Україні, у Черкаському районі Черкаської області, підпорядковане Степанецькій сільській громаді. Розташоване за 35 км на південний захід від найближчого міста Канева та за 15 км від залізничної станції Таганча. Населення становить 225 осіб, 100 дворів (на 2009 рік).
Село розташоване у низовині утвореній після висихання озера «Копійка». Поселення має дві перехресні головні вулиці та 4 другорядних які поєднують по радіусу головні, тобто село кругле. Всі вулиці електрифіковано в 60-х роках і асфальтовано (1989).

## Історія
Село засноване в 18 столітті. За розповідями старожилів, на місці села знаходилася Купина (болото), яку заселили утікачі від панів. Першою була заселена західна частина, поступово село по колу розросталося.
Лаврентій Похилевич в «Сказании о населённых местностях Киевской губернии» 1864 року пише:

Копиевата, деревня причисленная к Пилявскому имению Дария Понятовского, в 3-х верстах к западу отстоящая, жителей в ней 488. Они по силе выкупного договора 1863 г. приобрели в собственность 500 десятин земли за 23320 рублей.

Поблизу Копіюватої виявлено поселення трипільської та черняхівської культур.
На початку ХХ століття половина з 1 800 га землі належала поміщикові. В селі була дерев'яна церква, два вітряки, панська економія, ставок 10,2 га (на даний час — пересохлий)
У 1929 році на території села створено сільськогосподарську артіль ім. Калініна, яка пізніше стала колгоспом.
У роки Голодомору 1932—1933 років від голодної смерті у селі померло 300 осіб.
У період радянсько-німецької війни на фронт пішло близько 190 осіб, 101 з них загинуло, 87 нагороджено бойовими орденами та медалями. На братській могилі споруджено пам'ятник односельцям, які загинули в роки війни.
Станом на 1972 рік у селі мешкало 679 чоловік. Колгосп ім. Калініна мав в користуванні 1,1 тисяч га сільськогосподарських угідь, у тому числі 1 тисячу га орної землі. Виробничий напрям був зерново-тваринницький. В трьох кілометрах від села, у селищі Копіювате, розташовувалося відділення Мартинівського цукрокомбінату. На той час діяли восьмирічна школа, будинок культури на 250 місць, бібліотека з книжковим фондом 7,5 тисяч примірників, фельдшерсько-акушерський пункт.
Наприкінці 80-х років збудовано ряд будинків однотипного планування для працівників колгоспу.
У жовтні 1992 року на базі колгоспу ім. Калініна створене колективне сільськогосподарське підприємство ім. Калініна, яке в січні 2000 року реформоване у ТОВ «Злагода» (у 2005 року внаслідок банкрутства ліквідовано).

## Сучасність
На території села діють: Будинок культури, фельдшерсько-акушерський пункт, бібліотека, магазин.
З 2005 року землі сільської ради та земельні паї жителів орендують АФ «Заповіт Шевченка», ФГ «Дорошенкове», АФ «Бабич М. В.».